# Corps Bavaria München
Das Corps Bavaria München ist eine farbentragende und pflichtschlagende Studentenverbindung im Münchner Senioren-Convent. Das Corps vereint männliche Studenten und Alumni der Ludwig-Maximilians-Universität München sowie der Technischen Universität. Die Corpsmitglieder werden Münchner Bayern genannt. Seit seiner Stiftung im Jahre 1806 hat das Corps fast 2100 Mitglieder aufgenommen. Die Bavaria ist eine der ältesten deutschen Verbindungen.

## Couleur und Wahlspruch
Bavaria hat die Farben weiß-blau-weißen mit goldener Perkussion. Dazu wird eine Mütze in Biedermeierform als Hinterhauptcouleur getragen. Die Füchse tragen ein zweifarbiges Band in den Farben weiß-blau, das ebenfalls mit goldener Perkussion versehen ist. Der Wahlspruch lautet Concordia fortes, virtute beati!

## Geschichte

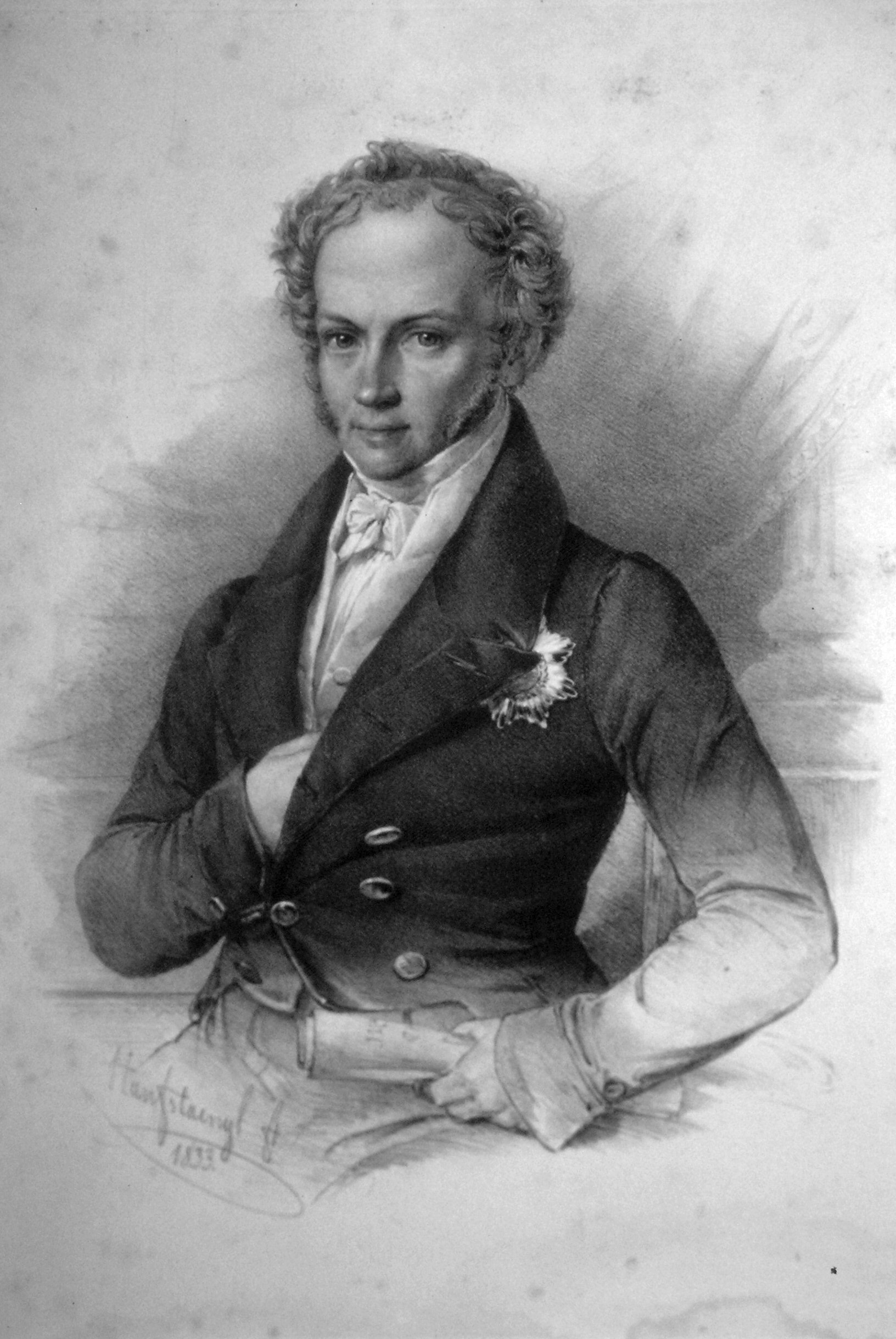
Lithographie des Stifters Joseph von Armansperg

### Landshut
Gestiftet wurde das Corps Bavaria am 30. November 1806 an der Universität Landshut. In jenem Wintersemester hatte das Corps nicht nur einen Senior, sondern auch einen Consenior. Das zeigt, dass Ehrenangelegenheiten über den Corpsburschen-Convent geregelt wurden – ein wesentliches Unterscheidungsmerkmal zu den Nationes und den Studentenorden.
Gründungssenior der Bavaria im Wintersemester 1806 war Joseph von Armansperg. Als Finanzminister des Königreiches Bayern garantierte er 20 Jahre später die Übersiedelung der Universität nach München. 1832 wurde Armansperg Regentschaftsratsvorsitzender für den minderjährigen Otto (Griechenland). Von 1835 bis 1837 bekleidete er das Amt des griechischen Erzkanzlers.
Zu den Gründungsburschen gehörte auch Carl Joseph Anton Mittermaier, später Rechtsgelehrter in Deutschland und 1848 Präsident des Vorparlaments in der Frankfurter Nationalversammlung. Ignaz Perner verhinderte 1815/16, dass das durch Maximilian von Montgelas zeitweilig verbotene Corps den aktiven Betrieb einstellte.

### München
Im Juli 1848 vertrat der Senior Anton Freiherr von Lobkowitz das Corps bei der Gründung des KSCV, dem er mit den anderen Corps des Münchner SC 1862 endgültig beitrat. Im 19. Jahrhundert waren (katholische) Adelige und über 100 Priester bei Bavaria. Als bayerisches Landescorps stellte sie den Wittelsbachern viele Vertraute. Ein Beispiel ist Emil von Schauß, der den bayerischen Hausschatz hütete und die Finanzen Bayerns kontrollierte. Er leitete von 1893 bis 1895 den Verband Alter Corpsstudenten.
1860 trat das Corps mit dem MSC dem Kösener Senioren-Convents-Verband bei. Bavaria war 1897 und 1920 präsidierendes Vorortcorps und stellte die Vorsitzenden des oKC. Bayerns Adel blieb im Kulturkampf katholisch und zog sich vom corpsstudentischen Leben zurück. Dafür wurde Bavaria für ihre vielen bedeutenden Mediziner bekannt.

### 1933–1945
In der Zeit des Nationalsozialismus wurde Bavaria als eines der ersten Corps verboten; denn die Altherrenschaft namens des AHV-Vorsitzenden Franz Ruhwandl weigerte sich, die Zusammenarbeit der Aktiven mit dem Nationalsozialistischen Deutschen Studentenbund zu billigen. Das Corps wurde bei der Gestapo denunziert und im Mai 1935 verboten. Der aktive Betrieb wurde im selben Jahr geschlossen, das Corpshaus unter Zwang an den Gauleiter Wagner verkauft.

### Seit 1945
Betreut durch den Altherrenvorsitzenden Ruhwandl nahm das Corps Bavaria unter der Leitung des Seniors Otmar Schleich den aktiven Betrieb am 13. Juli 1947 wieder auf. Im Sommersemester 1951 wurde unter SC-Senior Hans-Georg Curtze der Münchner Senioren-Convent offiziell gegründet. Es handelt sich hier um den einzigen SC, in dem Weinheimer und Kösener Corps gleichberechtigt vertreten sind. Im Jahre 2006 feierte das Corps sein 200. Stiftungsfest mit einem Kommers im Hofbräukeller und einem Ball mit 830 Gästen im Hotel Bayerischer Hof.

## Auswärtige Beziehungen
Bavaria ist seit 1851 ein Lebenscorps. Somit gehört es keinem Kösener Kreis an, erlaubt keine Doppelmitgliedschaften der Mitglieder und steht in keinem Verhältnisvertrag.

## Corpshäuser

Stiftungsfest des Corps Bavaria auf der Bayernruh in Landshut

In der 2. Hälfte des 19. Jahrhunderts hat sich bei den Münchener Bayern bereits eine starke beitragszahlende Altherrenschaft entwickelt. Schon beim 50. Bundesfest waren stattliche Spenden zusammengekommen. Im Jahr 1894 gründete sich erstmals ein Corpshausverein. Dieser konnte im Jahr 1899 ein Grundstück, des abgetragenen Kosttor, in direkter Nähe zum Hofbräuhaus erstehen. Im Jahre 1900 wurde hier das erste, durch die Firma Heilmann und Littmann im Stil der Neorenaissance erbaute, Corpshaus am Platzl 5 bezogen. Bei der Einweihung am 19. Mai 1900 war der Rektor der Ludwig-Maximilians-Universität, der Theologe Joseph von Bach, zugegen. Zur Finanzierung waren im Erdgeschoß drei Ladengeschäfte untergebracht. In der 1. Etage hatte eine dramatische Gesellschaft ihre Clubräume mit Saal/Bühne und Nebenräumen. Die eigentlichen Corpsräume befanden sich im zweiten (Kneipe), dritten (Festsaal) und vierten Obergeschoss (Pauksaal, Küche und Corpsdienerwohnung). Im Keller wurde eine Kegelbahn eingebaut.
1931 wechselte das Corps in die größere Kaulbach-Villa, die aber 1937 enteignet wurde. Von 1951 bis 1963 hatten sie eine Wohnung in der Arcostraße 5/III. Durch das 150. Stiftungsfest im Jahr 1956 wuchs das Vermögen des Corps durch Spenden an; 1963 konnte ein neues Haus in Alt-Bogenhausen bezogen werden. Die 1912 erbaute Jugendstilvilla wurde seither mehrmals erweitert und an die Bedürfnisse des Corpsbetriebs angepasst. Von 1968 bis 2000 hatten die Bayern eine eigene Villa für Inaktive in Weßling, dieses wurde jedoch verkauft, da sie zu weit außerhalb lag.

## Mitglieder
In chronologischer Reihenfolge

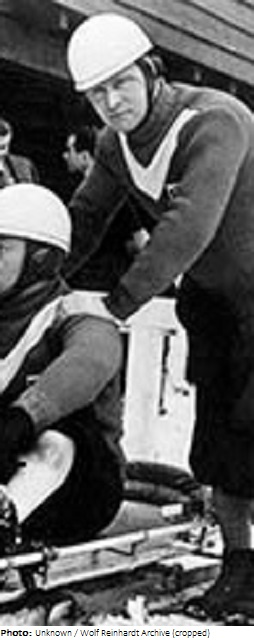
Olympionike Hermann von Valta

- Joseph Graf von Armansperg (1787–1853), Stifter des Corps, Abgeordneter, leitender bayerischer Minister, griechischer Erzkanzler
- Josef Ritter von Aschenbrenner (1798–1858), Oberrechnungsrat, Finanz- und Justizminister des Königreichs Bayern
- Theodor Reichsgraf Basselet von La Rosée (1801–1864), bayerischer Generalmajor
- Stefan Blum (* 1957), Jurist und Unternehmer
- Bernhard Bodenstein (1876–1940), Jurist und Ministerialbeamter
- Franz Bogner (1875–1956), Arzt und Oberbürgermeister von Selb
- Josef Brandl (1901–1991), Verwaltungsjurist, Wirtschaftsleiter des Generalgouvernements Polen, Geschäftsführer des Kernforschungszentrums Karlsruhe
- Eduard Brücklmeier (1903–1944), Diplomat, als Mitverschwörer des Grafen Stauffenberg gehenkt
- Bartholomäus Burgmaier (1820–1884), Jurist, Verwaltungsbeamter
- Wilhelm Ritter von Burkhard (1845–1927), Staatsrat, Bankpräsident und Landtagsabgeordneter
- Richard Anton Nikolaus Carron du Val (1793–1846), Bürgermeister von Augsburg
- Georg Cornet (1858–1915), Mediziner, Pionier der Tuberkuloseforschung
- Ernst Derra (1901–1979), Chirurg, Hochschullehrer, Mitglied der Leopoldina
- Joseph Egger (1824–1913), Geologe, Mikropaläontologe und Arzt, Mitglied der Leopoldina
- Karsten Ewert (* 1937), Generalarzt a. D.
- Georg Fischer (1899–1984), Geologe, Hochschullehrer
- Carl August von Fraunhofen (1794–1865), Gutsbesitzer, Jurist und Reichsrat
- Ignaz Freiherr Freyschlag von Freyenstein (1827–1891), bayerischer Generalleutnant, Generaladjudant, Chef der Geheimkanzlei
- Ernst Frickhinger (1876–1940), Pharmazierat und Vorgeschichtsforscher
- Joseph Gangkofner (1804–1862), Landgerichtsarzt, Mitglied der Frankfurter Nationalversammlung
- Heinrich Gattineau (1905–1985), Direktor der I.G. Farben, Vorstand der WASAG-Chemie AG
- Karl Gebhardt (1897–1948), Mediziner, General
- Axel Gering (* 1968), Archäologe, Hochschullehrer
- Eugen Freiherr von Gorup-Besánez (1817–1878), Chemiker, Hochschullehrer, Mitglied der Leopoldina
- Gustav Goes (1884–1946), Schriftsteller und Archivar
- Johann Baptist Ritter von Graf (1798–1882), Verwaltungsjurist, Mitglied der Frankfurter Nationalversammlung
- Max Haushofer (1811–1866), Landschaftsmaler, Hochschullehrer
- Franz Hayler (1900–1972), Staatssekretär, stellvertretender Reichswirtschaftsminister, MdR
- Sigmund Ritter von Henle (1821–1901), Kronanwalt und Syndikus der Krone Bayern, Abgeordneter, Geheimer Hofrat
- Albert Heuwieser (1872–1947), Richter, Präsident des OLG Bamberg
- Gerd Hohlbach (* 1944), Chirurg, Hochschullehrer
- Peter Holtz (1902–1970), Pharmakologe, Hochschullehrer, Lehrstuhlinhaber
- Karl Horatz (1913–1996), Pionier der deutschen Anästhesiologie
- Lutz Jani (1935–2019), Orthopäde, Hochschullehrer
- Friedrich Jungheinrich (1899–1968), Großindustrieller, Gründer der Jungheinrich AG
- Kajetan Georg von Kaiser (1803–1871), Chemiker, Hochschullehrer, Mitglied der Leopoldina
- Ludwig von Keller (1839–1911), Bürgermeister der Stadt Ansbach, Mitglied des Bayerischen Landtages, Geheimer Hofrat
- Carl Lang (1849–1893), Meteorologe, Hochschullehrer, Wegbereiter der Wettervorhersage, Mitglied der Leopoldina
- Felix Friedrich Ritter von Lipowsky (1824–1900), Regierungspräsident in Niederbayern
- Christian Ritter von Langheinrich (1870–1950), Jurist und Politiker
- Ernst Mantel (1897–1971), Generalrichter, Bundesrichter
- Karl Mantel (1869–1929), Oberregierungsrat, Polizeipräsident von München
- Theodor Mantel (* 1942), Hochschullehrer, Präsident und Ehrenpräsident der Bundestierärztekammer
- Oskar Mey (1867–1942), Leinenfabrikant, Kommerzienrat
- Carl Joseph Anton Mittermaier (1787–1867), Universitätsrektor, stellv. Präsident und Mitglied der Frankfurter Nationalversammlung
- Ernst-Günther Mohr (1904–1991), Botschafter, Protokollchef im Auswärtigen Amt
- Ernst Freiherr von Moy de Sons (1799–1867), Rechtshistoriker und Kanonist
- Karl Neumaier (1873–1947), bayerischer Staatsminister der Finanzen, Staatsrat
- Ludwig Ritter von Neumayr (1810–1895), Präsident des Bayerischen Obersten Landesgerichts, Staatsrat und Bevollmächtigter zum Bundesrat
- Max von Neumayr (1808–1881), Mitglied der Frankfurter Nationalversammlung, Ministerresident, Vorsitzender im Ministerrat, Minister, Kabinettssekretär
- Carl Ostermünchner (1813–1868), Mitglied der Frankfurter Nationalversammlung
- Karl Ott (1891–1977), Ministerialdirigent, MdL
- Johann Freiherr von Pechmann (1809–1868), Regierungspräsident von Mittelfranken, Innenminister des Königreichs Bayern
- Wilhelm Freiherr von Pechmann (1839–1887), Polizeidirektor in München, Regierungspräsident von Schwaben
- Ignaz Perner (1796–1867), Rechtsanwalt

- Georg Benedikt II. von Poschinger (1845–1900), Fideikommissherr und bayrischer Reichsrat
- Johann Michael II. von Poschinger (1794–1863), Fabrikant und Landtagsabgeordneter
- Wilhelm von Poschinger (1839–1895), Gutsbesitzer
- Kurt Roeckl (* 1943), Rechtsanwalt, Handewerkskammerfunktionär, Bundesrichter a. D.
- Anton Ritter von Schauß (1800–1876), Mitglied der Frankfurter Nationalversammlung
- Emil Ritter von Schauß (1833–1900), Königlich Bayerischer Münzdirektor, Schatzmeister der Wittelsbacher
- Nathanael von Schlichtegroll (1794–1859), Diplomatiker, Hochschullehrer
- Christoph Schmelzer (1908–2001), Atomphysiker, Wissenschaftsmanager und Hochschullehrer
- Hermann Schmitt (1863–1943), Richter, Generalsekretär des Staatsministeriums der Justiz, Ministerialdirektor
- Heinrich Schütz (1906–1986), Mediziner, KZ-Arzt
- Otto Sendtner (1813–1859), Botaniker
- Theodor Ritter von Sendtner (1823–1895), Bankdirektor und Alpinist
- Karl Ritter von Seydel (1853–1939), Generalstabsarzt und Hochschullehrer
- Wilhelm Specht (1907–1985), Mathematiker und Hochschullehrer
- Sigmund Theodor Stein (1840–1891), Naturwissenschaftler und Mediziner, Mitglied der Leopoldina
- Paul Ritter von Stockbauer (1826–1893), Bürgermeister von Passau, Mitglied der Kammer der Abgeordneten des Bayerischen Landtags
- Cajetan Freiherr von Tautphoeus (1805–1885), Ministerialbeamter
- Karl Tempel (1904–1940), Zweiter Bürgermeister von München
- Otto Ullrich (1894–1957), Mediziner, Hochschullehrer, Mitglied der Leopoldina
- Hermann von Valta (1900–1968), Landwirtschaftsdirektor, Olympionike
- Karl Viernstein (1884–1948), Richter am Reichsfinanzhof und am Obersten Finanzgerichtshof
- Joseph Wagner (1819–1900), Besitzer der Augustiner Brauerei
- Anton Westermayer (1816–1894), Priester, Päpstlicher Hausprälät, MdR
- Friedrich Freiherr von Wulffen (1790–1858), Staatsrat, Regierungspräsident, Mitglied der Frankfurter Nationalversammlung, Präsident des Oberappellationsgerichts
- Heinz Zirnbauer (1902–1982), Bibliothekar